# HydraSpecma
HydraSpecma A/S er en dansk industrivirksomhed, der er specialist inden for hydrauliske løsninger og komponenter, som leveres til både eftermarkedet og OEM-kunder. HydraSpecma både producerer og leverer kundetilpassede løsninger samt systemer og komponenter. De har hovedkvarter i Skjern med afdelinger i Danmark, Sverige, Finland, Norge, Polen, England, Holland, Kina, Indien, USA og Brasilien. 
Hydra-Grene A/S blev etableret som selvstændig virksomhed i 1974 og har været en 100 % ejet del af Schouw & Co. siden 1988. Specma AB blev grundlagt i 1918 og  blev i 2016 fusioneret med Hydra-Grene. Siden 2020 har virksomheden haft navnet HydraSpecma.
I 2024 havde HydraSpecma 1.466 ansatte og en årsomsætning på 3,031 mia. danske kroner.